# تشارلي فريتز
تشارلي فريتز (بالإنجليزية: Charlie Fritz)‏ هو لاعب كرة قاعدة أمريكي، ولد في 13 يونيو 1882 في موبيل في الولايات المتحدة، وتوفي بنفس المكان في 30 يوليو 1943.

## وصلات خارجية
- تشارلي فريتز على موقعبيزبول رفرنس.كوم (الدوري الرئيسي) (الإنجليزية)
- تشارلي فريتز على موقعبيزبول رفرنس.كوم (الدوري الثانوي) (الإنجليزية)